# Dick Cheney
Richard Bruce "Dick" Cheney (pronunție în engleză [t͡ʃeɪniː] sau pronunție în engleză [t͡ʃiːniː]; n. 30 ianuarie 1941, Lincoln, Nebraska) este cel de-al patruzeci și șaselea vicepreședinte al Statelor Unite ale Americii, servind în echipa prezidențială al celui de-al patruzeci și treilea președinte, George W. Bush. Totodată, conform Constituției țării, în calitate de vicepreședinte al SUA, Cheney a fost și președinte al Senatului american, camera superioară a legislativului SUA, Congresul.
Anterior, a servit ca White House Chief of Staff, membru al Camerei Reprezentanților din partea statului Wyoming și ca secretar al apărării, în timpul președinției celui de-al patruzeci și unulea președinte al Statelor Unite ale Americii (1989 - 1993), George H. W. Bush. În sectorul privat, Cheney a fost Chairman și Chief Executive Officer al controversatei companii Halliburton Energy Services.